# Adílio Santos
Adílio Correia dos Santos (Bahia, 5 luglio 1993) è un calciatore brasiliano, attaccante del Jeñis.

## Caratteristiche tecniche
È un'ala destra.

## Carriera
Inizia la propria carriera nel Campionato Baiano con le maglie di Feirense, Serrano-BA e Galícia, giocando anche alcuni incontri in Série D; nel 2016 si trasferisce in Europa firmando con il São Martinho, formazione militante nel Campeonato de Portugal.
Nel 2017 viene acquistato dall'Arouca con cui fa il suo esordio fra i professionisti il 23 luglio in occasione dell'incontro di Taça da Liga vinto ai rigori contro l'Académica. Al termine della stagione 2020-2021 centra la promozione in Primeira Liga ed il 7 agosto 2021 debutta nella massima divisione portoghese nel match perso 2-0 contro l'Estoril Praia.

## Statistiche
Statistiche aggiornate al 19 settembre 2021.

### Presenze e reti nei club
| Stagione        | Squadra         | Campionato      | Campionato | Campionato | Coppe nazionali | Coppe nazionali | Coppe nazionali | Coppe continentali | Coppe continentali | Coppe continentali | Altre coppe | Altre coppe | Altre coppe | Totale | Totale | Totale |
| Stagione        | Squadra         | Comp            | Pres       | Reti       | Comp            | Pres            | Reti            | Comp               | Pres               | Reti               | Comp        | Pres        | Reti        | Pres   | Reti   |        |
| --------------- | --------------- | --------------- | ---------- | ---------- | --------------- | --------------- | --------------- | ------------------ | ------------------ | ------------------ | ----------- | ----------- | ----------- | ------ | ------ | ------ |
| 2015            | Feirense        | PD/BA           | 7          | 1          |                 | -               | -               |                    | -                  | -                  |             | -           | -           | 7      | 1      |        |
| 2015            | Serrano-BA      | PD/BA+D         | 0+8        | 0          |                 | -               | -               |                    | -                  | -                  |             | -           | -           | 8      | 0      |        |
| 2016            | Galícia         | PD/BA           | 2          | 0          |                 | -               | -               |                    | -                  | -                  |             | -           | -           | 2      | 0      |        |
| 2016-2017       | São Martinho    | CdP             | 30         | 9          |                 | -               | -               |                    | -                  | -                  |             | -           | -           | 30     | 9      |        |
| 2017-2018       | Arouca          | LdH             | 7          | 1          | CP+CdL          | 0+2             | 0               |                    | -                  | -                  |             | -           | -           | 9      | 1      |        |
| 2018-2019       | Arouca          | LdH             | 31         | 5          | CP+CdL          | 1+1             | 0               |                    | -                  | -                  |             | -           | -           | 33     | 5      |        |
| 2019-2020       | Arouca          | CdP             | 23         | 10         | CP              | 1               | 0               |                    | -                  | -                  |             | -           | -           | 24     | 10     |        |
| 2020-2021       | Arouca          | LdH             | 31+2       | 6          | CP              | 1               | 0               |                    | -                  | -                  |             | -           | -           | 34     | 6      |        |
| 2021-2022       | Arouca          | PL              | 4          | 0          | CP+CdL          | 0+2             | 0               |                    | -                  | -                  |             | -           | -           | 6      | 0      |        |
| Totale carriera | Totale carriera | Totale carriera | 145        | 32         |                 | 8               | 0               |                    | -                  | -                  |             | -           | -           | 153    | 42     |        |